# Sebastián Chico Martínez
Sebastián Chico Martínez (Cehegín, 12 maggio 1968) è un vescovo cattolico spagnolo, dal 25 ottobre 2021 vescovo di Jaén.

## Biografia
Sebastián Chico Martínez è nato a Cehegín il 12 maggio 1968.

### Formazione e ministero sacerdotale
Ha studiato ingegneria tecnica industriale presso l'Università Politecnica di Cartagena.
Nel 1995 è entrato nel seminario maggiore diocesano di Cartagena. Ha ottenuto il baccalaureato in teologia presso il Centro di studi teologici "San Fulgencio" di Murcia, un istituto affiliato alla Pontificia Università di Salamanca.
Il 7 luglio 2001 è stato ordinato presbitero per la diocesi di Cartagena nella chiesa parrocchiale di Santa Maria Maddalena a Cehegín da monsignor Manuel Ureña Pastor. In seguito è stato vicario coadiutore della parrocchia San Francesco Saverio a Murcia dal 2001 al 2003; parroco delle parrocchie di San Giacomo maggiore nel quartiere Santa Lucía di Cartagena e di Sant'Isidoro l'Agricoltore nel quartiere Los Mateos della stessa città e corresponsabile della pastorale universitaria presso l'Università Politecnica di Cartagena dal 2003 al 2010; cappellano dell'asilo nido "San Rafael" dal 2006 al 2008; cappellano della comunità della Sagrada Familia di Cartagena dal 2007 al 2008; parroco della parrocchia di Nostra Signora del Rosario a Santomera dal 2007 al 2010; arciprete di Cartagena-Est dal 2007 al 2010; vicario episcopale della zona suburbana II di Murcia dal 2010 al 2011; rettore del seminario maggiore "San Fulgenzio" e del seminario minore "San Giuseppe" di Cartagena dal 2011 e canonico numerario del capitolo della cattedrale di Santa Maria a Cartagena dal 2016.
È stato anche membro della commissione per le attività di pastorale giovanile dal 2010; membro del consiglio presbiterale dal 2011 al 2015 e membro del collegio dei consultori dal 2016.

### Ministero episcopale
Il 20 febbraio 2019 papa Francesco lo ha nominato vescovo ausiliare di Cartagena e titolare di Valliposita. Ha ricevuto l'ordinazione episcopale l'11 maggio successivo nella cattedrale di Santa Maria a Cartagena dal vescovo di Cartagena José Manuel Lorca Planes, co-consacranti il cardinale Antonio Cañizares Llovera, arcivescovo metropolita di Valencia, e l'arcivescovo Renzo Fratini, nunzio apostolico in Spagna e Andorra.
Ha prestato servizio come vicario generale dal 2019 e delegato per gli istituti di vita consacrata e le società di vita apostolica dall'11 settembre 2020.
Il 25 ottobre 2021 lo stesso papa Francesco lo ha nominato vescovo di Jaén. Ha preso possesso della diocesi il 27 novembre successivo.
In seno alla Conferenza episcopale spagnola è membro della commissione per il clero e i seminari dal marzo del 2020  e membro del consiglio per gli affari economici dall'aprile del 2022. In precedenza è stato membro della commissione per i seminari e le università dal novembre del 2019 al marzo del 2020.

## Genealogia episcopale
La genealogia episcopale è:
- Cardinale Scipione Rebiba
- Cardinale Giulio Antonio Santori
- Cardinale Girolamo Bernerio, O.P.
- Arcivescovo Galeazzo Sanvitale
- Cardinale Ludovico Ludovisi
- Cardinale Luigi Caetani
- Cardinale Ulderico Carpegna
- Cardinale Paluzzo Paluzzi Altieri degli Albertoni
- Papa Benedetto XIII
- Papa Benedetto XIV
- Papa Clemente XIII
- Cardinale Marcantonio Colonna
- Cardinale Giacinto Sigismondo Gerdil, B.
- Cardinale Giulio Maria della Somaglia
- Cardinale Carlo Odescalchi, S.I.
- Cardinale Costantino Patrizi Naro
- Cardinale Lucido Maria Parocchi
- Papa Pio X
- Papa Benedetto XV
- Papa Pio XII
- Cardinale Eugène Tisserant
- Papa Paolo VI
- Cardinale Agostino Casaroli
- Cardinale Manuel Monteiro de Castro
- Vescovo José Ignacio Munilla Aguirre
- Vescovo Sebastián Chico Martínez